# Entypoma frontosum
Entypoma frontosum är en stekelart som beskrevs av Rossem 1988. Entypoma frontosum ingår i släktet Entypoma och familjen brokparasitsteklar. Inga underarter finns listade i Catalogue of Life.